# Maratón Medellín
La Maratón Medellín (también llamada Maratón de Medellín, previamente Maratón de las Flores Medellín, o en sus inicios llamada Media Maratón Internacional de Medellín) es un evento deportivo realizado en las calles de la ciudad de Medellín, donde compiten corredores aficionados y profesionales en las categorías de 5 km, 10 km, 21 km (media maratón) y 42 km (maratón). Es con la Maratón de Cali, las únicas carreras de calle en Colombia de 42 km reconocidas por la Asociación de Maratones Internacionales y Carreras de Distancia (AIMS).

## Reconocimientos
En 2017, durante la Gala Anual AIMS del Mejor Corredor de Maratón (en inglés AIMS Best Marathon Runner -BMR- Gala) celebrada en Atenas, Grecia, la Maratón de las Flores Medellín recibió el Premio Social AIMS en reconocimiento a su apoyo continuo a causas sociales. Ese año, los organizadores de la carrera se comprometieron a apoyar tres causas sociales: la fundación United for Colombia, una organización benéfica dedicada apoyar a víctimas de minas antipersonales; una carrera a beneficio de una fundación contra el cáncer de mama; y al movimiento Pasos de Felicidad, liderado por jóvenes corredores que recaudan dinero para comunidades menos favorecidas en Colombia.

## Palmarés

### Maratón, Categoría General
Vencedores y tiempos registrados en 42 km en las diferentes ediciones del evento.
Referencias:      Mejor marca de la carrera
     Edición virtual por pandemia COVID 19
| Edición | Fecha                    | Vencedor masculino            | Tiempo (h:m:s)                | Vencedora femenina            | Tiempo (h:m:s)                |                               |
| ------- | ------------------------ | ----------------------------- | ----------------------------- | ----------------------------- | ----------------------------- | ----------------------------- |
| 18.ª    | 9 de septiembre de 2012  | José David Cardona            | 2:24:18                       | Leidy Tobón                   | 2:57:31                       |                               |
| 19.ª    | 8 de septiembre de 2013  | Juan Carlos Cardona           | 2:21:15                       | Leidy Tobón                   | 2:51:27                       |                               |
| 20.ª    | 14 de septiembre de 2014 | Juan Carlos Cardona           | 2:20:25                       | Karina Villazana Álvarez      | 2:45:19                       |                               |
| 21.ª    | 13 de septiembre de 2015 | Cosmas Mutuku Kjera           | 2:18:11                       | Mercy Jelimo Too              | 2:42:40                       |                               |
| 22.ª    | 11 de septiembre de 2016 | Amos Kiprotich                | 2:17:52                       | Carolyne Chemutai             | 2:37:32                       |                               |
| 23.ª    | 17 de septiembre de 2017 | Mike Kiptum                   | 2:21:34                       | Carolyne Chemutai             | 2:49:43                       |                               |
| 24.ª    | 16 de septiembre de 2018 | Habtamu Arega Wegi            | 2:18:18                       | Tigist Teshome Ayunu          | 2:39:04                       |                               |
| 25.ª    | 8 de septiembre de 2019  | Timothy Kipngetich Kemboi     | 2:24:51                       | Ayelu Abebe Hordorfa          | 2:48:41                       |                               |
| 26.ª    | 2020                     | Virtual por pandemia COVID 19 | Virtual por pandemia COVID 19 | Virtual por pandemia COVID 19 | Virtual por pandemia COVID 19 | Virtual por pandemia COVID 19 |
| 27.ª    | 2021                     | Virtual por pandemia COVID 19 | Virtual por pandemia COVID 19 | Virtual por pandemia COVID 19 | Virtual por pandemia COVID 19 | Virtual por pandemia COVID 19 |
| 28.ª    | 4 de septiembre de 2022  | Jeisson Suárez                | 2:15:58                       | Hellen Nzembi Musyoka         | 2:41:51                       |                               |
| 29.ª    | 3 de septiembre de 2023  | Jeisson Suárez                | 2:17:24                       | Caroline Chepkurui Tuigong    | 2:39:25                       |                               |
| 30.ª    | 1 de septiembre de 2024  | Walter Nina Ñaupa             | 2:19:39                       | Naomi Jepkogei                | 2:39:14                       |                               |

### Media Maratón, Categoría General
Vencedores y tiempos registrados en 21 km en las diferentes ediciones del evento.
Referencias:      Mejor marca de la carrera
     Virtual por pandemia COVID 19
| Edición | Fecha                    | Vencedor masculino            | Tiempo (h:m:s)                | Vencedora femenina            | Tiempo (h:m:s)                |                               |
| ------- | ------------------------ | ----------------------------- | ----------------------------- | ----------------------------- | ----------------------------- | ----------------------------- |
| 1.ª     | 1995                     | 1/3 de maratón                | -                             | 1/3 de maratón                | -                             |                               |
| 2.ª     | 6 de octubre de 1996     | Herder Vásquez                | 1:03:26                       | Stella Castro                 | 1:14:26                       |                               |
| 3.ª     | 5 de octubre de 1997     | Juan Carlos Gutiérrez         | 1:02:53                       | Salina Chirchir               | 1:14:54                       |                               |
| 4.ª     | 6 de septiembre de 1998  | José Castillo                 | 1:03:39                       | Delillah Adiago               | 1:12:51                       |                               |
| 5.ª     | 12 de septiembre de 1999 | José Castillo                 | 1:02:55                       | Lidia Grigorieva              | 1:11:39                       |                               |
| 6.ª     | 10 de septiembre de 2000 | Silvio Guerra                 | 1:03:13                       | Ramilya Burangulova           | 1:14:15                       |                               |
| 7.ª     | 10 de septiembre de 2001 | Joao Ntyamba                  | 1:04:34                       | María Portilla                | 1:15:02                       |                               |
| 8.ª     | 8 de septiembre de 2002  | Benedic Kimondiu              | 1:03:22                       | Teresa Wanjiku                | 1:11:42                       |                               |
| 9.ª     | 14 de septiembre de 2003 | Sisay Bezabeth                | 1:04:42                       | Lyudmila Korchagina           | 1:15:07                       |                               |
| 10.ª    | 12 de septiembre de 2004 | Marílson Gomes dos Santos     | 1:03:58                       | Iglandini González            | 1:17:16                       |                               |
| 11.ª    | 11 de septiembre de 2005 | Rómulo Wagner Da Silva        | 1:04:18                       | Bertha Sánchez                | 1:17:08                       |                               |
| 12.ª    | 10 de septiembre de 2006 | Ernest Meli Kimeli            | 1:04:32                       | Genoveva Jelagat Kigen        | 1:14:35                       |                               |
| 13.ª    | 9 de septiembre de 2007  | Kimutai Kiplimo               | 1:05:52                       | Ogla Jerono Kimaiyo           | 1:15:39                       |                               |
| 14.ª    | 14 de septiembre de 2008 | Julius Kipyego Keter          | 1:02:34                       | Ogla Jerono Kimaiyo           | 1:13:56                       |                               |
| 15.ª    | 13 de septiembre de 2009 | Julius Kipyego Keter          | 1:03:20                       | Ogla Jerono Kimaiyo           | 1:13:29                       |                               |
| 16.ª    | 12 de septiembre de 2010 | Reta Alene Amare              | 1:03:34                       | Genoveva Jelagat Kigen        | 1:12:55                       |                               |
| 17.ª    | 11 de septiembre de 2011 | Julius Kipyego Keter          | 1:03:21                       | Erika Abril                   | 1:14:41                       |                               |
| 18.ª    | 9 de septiembre de 2012  | Diego Colorado                | 1:04:04                       | Carolina Tabares              | 1:17:08                       |                               |
| 19.ª    | 8 de septiembre de 2013  | Edwin Kipsang Rotich          | 1:04:21                       | Santa Inés Melchor            | 1:13:25                       |                               |
| 20.ª    | 14 de septiembre de 2014 | Benjamin Kiplimo Mutai        | 1:04:28                       | Santa Inés Melchor            | 1:13:21                       |                               |
| 21.ª    | 13 de septiembre de 2015 | Joseph Kiprono Kiptum         | 1:05:52                       | Malika Asahssah               | 1:14:40                       |                               |
| 22.ª    | 11 de septiembre de 2016 | David Kiprotich Langat        | 1:06:04                       | Ogla Jerono                   | 1:14:19                       |                               |
| 23.ª    | 17 de septiembre de 2017 | Titus Kipjumba Mbishei        | 1:04:33                       | Diana Landi                   | 1:13:59                       |                               |
| 24.ª    | 16 de septiembre de 2018 | Daniel Muindi Muteti          | 1:03:45                       | Yeshi Chekole                 | 1:11:23                       |                               |
| 25.ª    | 8 de septiembre de 2019  | Joseph Kiprono Kiptum         | 1:04:50                       | Tigist Teshome Ayunu          | 1:15:05                       |                               |
| 26.ª    | 2020                     | Virtual por pandemia COVID 19 | Virtual por pandemia COVID 19 | Virtual por pandemia COVID 19 | Virtual por pandemia COVID 19 | Virtual por pandemia COVID 19 |
| 27.ª    | 2021                     | Virtual por pandemia COVID 19 | Virtual por pandemia COVID 19 | Virtual por pandemia COVID 19 | Virtual por pandemia COVID 19 | Virtual por pandemia COVID 19 |
| 28.ª    | 4 de septiembre de 2022  | Vidal Basco Mamani            | 1:04:23                       | Angie Orjuela                 | 1:15:47                       |                               |
| 29.ª    | 3 de septiembre de 2023  | Joseph Kiprono Kiptum         | 1:05:06                       | Jhoselyn Camargo              | 1:14:14                       |                               |
| 30.ª    | 1 de septiembre de 2024  | Mauricio González González    | 1:04:10                       | María Zeneida Granja          | 1:14:00                       |                               |

## Victorias por nacionalidad

### Maratón
| País     | Hombres | Mujeres | Total |
| -------- | ------- | ------- | ----- |
| Kenia    | 4       | 6       | 10    |
| Colombia | 5       | 2       | 7     |
| Etiopía  | 1       | 2       | 3     |
| Perú     | 1       | 1       | 2     |

### Media Maratón
| País      | Hombres | Mujeres | Total |
| --------- | ------- | ------- | ----- |
| Kenia     | 13      | 9       | 22    |
| Colombia  | 4       | 6       | 10    |
| Perú      | 2       | 3       | 5     |
| Etiopía   | 2       | 2       | 4     |
| Rusia     | 0       | 3       | 3     |
| Ecuador   | 1       | 2       | 3     |
| Brasil    | 2       | 0       | 2     |
| Bolivia   | 1       | 1       | 2     |
| Angola    | 1       | 0       | 1     |
| Australia | 1       | 0       | 1     |
| Marruecos | 0       | 1       | 1     |

## Organización, patrocinadores, apoyo institucional y avales

### Organización
Desde 1995, la carrera es organizada por MCM Operador de Eventos, entidad creada a partir de la iniciativa de Camacol Antioquia y la Liga de Atletismo de Antioquia.

### Patrocinadores
En el año de 2019, los principales patrocinadores, entidades de apoyo y avales, fueron:
Gran Patrocinador
- EPM Empresas Públicas de Medellín

Apoyo Institucional
- Alcaldía de Medellín
- Inder Medellín

#### Otros patrocinadores
- Nike
- Gatorade
- Tigo
- Agua Cristal
- El Colombiano

### Avales
- IAAF, Asociación Internacional de Federaciones de Atletismo
- AIMS, Asociación de Maratones Internacionales y Carreras de Distancia
- Liga de Atletismo de Antioquia
- ALCAR, Asociación Latinoamericana de Carreras de Ruta